# Yakawlang
Yakawlang (latinizzata anche come Yakaolang) era una città di 65.000 abitanti (stima 2000) nell'omonimo distretto afghano, di cui è la capitale. Sorge a 2.714 m s.l.m. La città è stata distrutta significativamente dalle operazioni militari nel 2000-2001.

## Storia
Yakawlang venne sottratta alle forze talebane dal Fronte Nazionale Unito il 28 dicembre 2000; tuttavia, all'inizio di gennaio 2001, questi la riconquistarono. In seguito vi furono arresti di massa ed esecuzioni sommarie (8 - 12 gennaio).  Diverse ONG e personale delle Nazioni Unite erano tra coloro che vennero uccisi.